# Орхестра

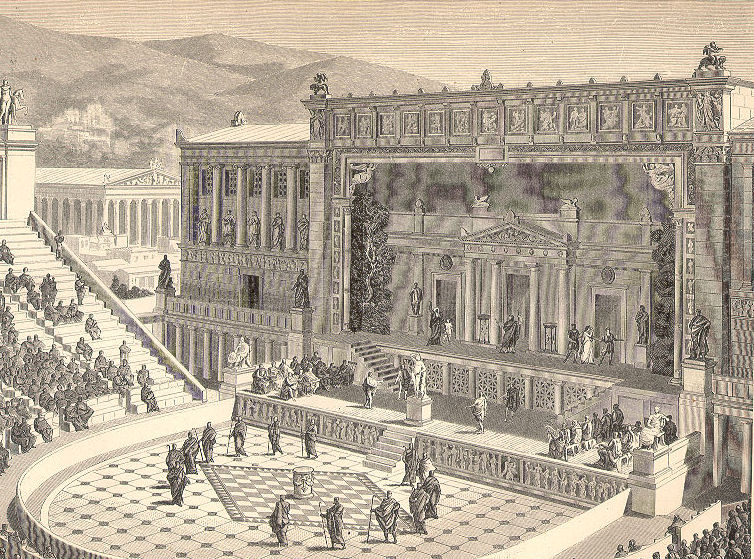
Орхестра в Театрі Діоніса, реконструкція

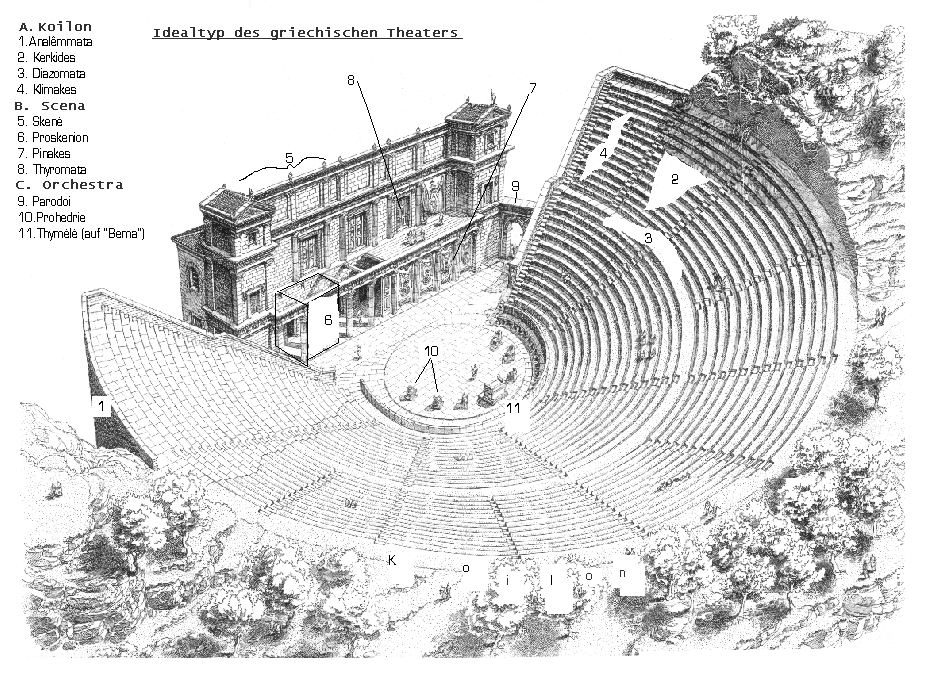
Схема стародавнього грецького театру — орхестра в центрі

Орхе́стра (грец. ὀρχήστρα — від ὀρχέομαι — «танцюю») — основна частина театральної споруди в Стародавній Греції. Орхестра мала форму круглого майданчика з вівтарем Діонісу, призначений для виступу хору співаків або акторів і відділений невисоким кам'яним бортиком.
У давньоримському театрі орхестра — майданчик, півкруглий у плані, де хор не виступав. На ньому знаходилися місця для почесних глядачів.